# Kamuli
Kamuli  este un oraș  în  Uganda. Este reședinta  districtului Kamuli.